# جاءونيم
الجاؤونيم جاؤون هو لقب خاص برؤساء المدارس الدينية اليهودية (اليشيفا) في صور وبومبديتا (الفلوجة حالياً) التي في بابل، وخاص أيضا بيشيفا أرض فلسطين، من نهاية القرن السادس (أو نهاية القرن السابع) وحتى منتصف القرن الحادي عشر –الحقبة المعروفة في تاريخ الشعب اليهودي بحقبة الجاؤونيم.
وقد كان الجاؤونيم يمثلون السلطة الشرعية العليا، ليس فقط في بابل بل بالنسبة للشعب اليهودي بأكمله. وانشغل الجاؤويم بشرح التلمود مثلما تلقوه من السبورائيم (وسابقيهم الأمورائيم)، وركز على تعليمه للشعب حتى يؤثر على الحياة الاجتماعية والدينية.
وفي عصرنا هذا يُستخدم اللقب «جاؤون» كلقب ديني عام، يقصد به أي عالم فطن.

## اللقب جاؤون
عقب حقبة الجاؤويم أصبح هذا اللقب يُطلق على الرؤساء في أرض فلسطين وبغداد ودمشق ومصر، وفي وقت لاحق تحول إلى لقب شرفي عام للمتبحرين في علوم التوراة. ومصطلح «جاؤون»، على مايبدو هو اختصار لجملة «رئيس يشيفت فخر يعقوب». ومصدر اللقب هو آية في سفر المزامير تقول:«يختار لنا نصيبنا فخر يعقوب الذي أحبه. سلاه» وهناك لقب آخر في يشيفوت الجاؤونيم يعود أصله أيضا إلى حقبة الأمورائيم، وهو «روش كاله» (رئيس القبة) وهو حاخام من الحاخامات الذين تولى رئاسة «يرحي هكالة»، التي يتجمع بها كل الشعب لتعلم التوراة مرتين في العام. واللقب الآخر في يشيفوت الجاؤونيم الذي لم يتضح بعد بما يكفي هو لقب «ألوف».

## تعيين الجاؤون
بوجه عام يتم تعيين الجاؤون لرئاسة اليشيفا بعد التشاور مع جاؤون «اليشيفا» الثانية ومع حاخامات اليشيفا نفسها، ومع رئيس الجالية اليهودية وفي النهاية كان التعيين يستوجب أيضا الحصول على موافقة الخليفة الحاكم في تلك الفترة. وأحياناً كان يراعي اختيار الشخص المناسب بعناية، وفي الأغلب يتم اختيار شخص ذو خبرة واسعة، ولكن في أحيان عديدة يتم اختيار الشخص بناء على علاقته برئيس الجالية. وعلى خلفية تعارض المصالح هذا ينشب في بعض الأحيان خلاف بين حاخامات اليشيفا وبين رئيس الجالية، نتيجة لأن كل منهما يرشح جاؤون من طرفه.
وبالإضافة إلى التعمق في العلم الشرعي والمعرفة الوافرة، كانت النسب يلعب دوراً أساسي يساعد على التعيين في منصب الجاؤون – معظم الجاؤونيم الذين تم تعينهم كانت أنسابهم تعود إلى الست بطون اليهودية.

## تقسيم فترة الجاؤونيم لعصور المشنا
تنقسم فترة الجاؤونيم لفترتين حسب طابع المؤلفات التي وصلت إلينا. فيمكننا تعريف الفترة الأولى بالفترة الزمنية التي لم يُكتب فيها تقريباً كتب مكتملة بل مجرد أسئلة وأجوبة، بينما الحقبة الثانية تُعد حقبة الإنتاج الأدبي (النسبي) ومنها وصل إلينا العديد من الكتب.
هذا وقد استمرت الحقبة الأولى حتى سنة 750 تقريباً، وكانت معاصرة من الناحية التاريخية-السياسية مع فترة حكم الأسرة الأموية. وخلال هذا العصر كانت عاصمة الإمبراطورية العربية تقع في دمشق. أما الحقبة الثانية، من عام 750-1050 فهي تعاصر من الناحية التاريخية-السياسية فترة حكم بني الأسرة العباسية. ويغطي العصران الأموي والعباسي مرحلة من أزهى مراحل الفكر اليهودي هي عصر الجاؤونيم، والمفرد من هذه الكلمة العبرية (جأون) معناها العلامة المتبحر، والمعظم، والأفخم، فقد انتهت عصور التلمود وطبقات رواته مع ظهور الإسلام، وبدأت هذه المرحلة من المدققين والمفسرين والشراح في ظل الإسلام، واقتفاء لعلماء المسلمين، واقتداء بهم. وكان لهؤلاء (الجأونيم) مركزان بالعراق - معقل الدولة العباسية - أولهما في صورا (سورة) بالقرب من بغداد، والثاني في العراق، بمدينة الفلوجة واسمها القديم بومبيديتا، ولكل منهما شيخ ينتخبه اليهود أنفسهم، ويمتد نفوذهم إلى كل الدولة الإسلامية وما وراءها من التجمعات اليهودية في كل بلاد العالم، يطيعهم اليهود في مصر وشمال إفريقية والأندلس، وإيران وبلاد الروم وغيرهم، ويستفتونهم في دقائق دينهم، وكانت لفتاواهم قوة المدراش والتلمود. وكانت كل فتوى تنتهي بعبارة لا تتغير: هذا هو الحكم الشرعي، ويحرم الخروج عنه يمينا أو يسارا. وكانت سلطة الجأون، شيخ هذه الأكاديمية أو تلك، معترفا بها من الخليفة العباسي. يقول مؤرخو اليهود إنه كان نصف اعترافه ولايقولون لماذا هذه المناصفة ربما لأن رئيس كل من هاتين المدرستينكان تابعا لسلطة الحاخام الأكبر رئيس الطائفة (رأس الجالوت) الذي كان يستمد سلطته والاعتراف الكامل به من الخليفة شخصيا. وكان لكل جأون راتب كبير يأتي من زكاة اليهود للمعيد، ومن تبرعات الأثرياء. ومع الزمن انحصر هذا المنصب في أسر قليلة تتوارثه.

## علاقة الجاؤونيم بالطوائف الأخرى
ابتكر في حقبة الجاؤويم أسلوب أدبي جديد، هو أدب الأسئلة والأجوبة، وبسبب التباعد الجغرافي الكبير بين الجاليات اليهودية في الشتات، وأنظمة السلطة المختلفة وصعوبة فهم التلمود الذي انتشر بدون تفسير، واجه اليهود في أماكن إقامتهم المتفرقة مشاكل شرعية عديدة، فتم كتابة تلك المشكلات وأرسلوها إلى اليشيفات في صور وبومبديتاـ ومن ثم رد عليهم الجاؤونيم أو طلابهم. وبهذا الشكل، فإن تبادل الخطابات خلق أدب الأسئلة والإجابات. ويوجد بحوزتنا آلاف الإجابات التي تعود لهذه الحقبة، وهناك العديد منها محفوظة في جنيزا القاهرة وفي جنيزات أخرى. وكانت الجاليات اليهودية ترسل إلى الجاؤونيم مع خطابات الأسئلة مبالغ مالية لإنفاقها على مركز تعليم التوراة في بابل. وحتى أيام «كوهين تسيدك», جاؤون بن الرابي يوسف رئيس يشيفا بومبديتا، الذي ترأسها في الفترة ما بين 917-936، تلقت يشيفا صور ما يقرب من ثلثي الأموال التي تبرعت بها الجاليات اليهودية لليشيفوت، بينما لم تحصل يشيفت بومبديتا سوى على الثلث فقط. ومع تعاظم قوة يشيفت بومبديتا في أيام الرابي كوهين تسيدك، تم تقسيم التبرعات بشكل متساو.
هذا ونجد أن نجاح الجاؤويم في نشر التلمود والشريعة بين جميع الجاليات اليهودية، أدى –بشكل متناقض-إلى انخفاض قوتهم، وحدث ذلك نتيجة افتتاح مراكز للتوراة في مناطق أخرى، مثل القيروان بتونس، والأندلس، وماينتس في لوترنجيا وغيرها. إضافة إلى ذلك زوال الخلافة من بغداد، وتدهور قوة يهود بابل الاقتصادية.
كل ذلك أدى إلى نهاية المؤسسة الجاؤونية في بابل في عام 1040 تقريباً وبعد ذلك بقليل أدى إلى توقف الجاؤونية في أرض فلسطين. ومع تشتت الصلاحيات الشرعية في أنحاء العالم اليهودي انتهت حقبة الجاؤونيم وبدأت حقبة الراشونيم.

## التسلسل الزمني
بعد خمسين عاماً كانت خلالها اليشيفوت في كل من صور وبومبديتا مغلقة، عاد الرابي حنان مايشكيا على رأس مجموعة من الحاخمات إلى مدينة بومبديتا وأفتتح هناك نظام دراسي شبيه بذلك النظام في عام (589). وبعد عامين، أو 20 عاماً، (الأمر مرتبط بتبديل صيغ في رسالة الرابي شريرا جاؤون)تم إعادة افتتاح يشيفا صور أيضا، التي كانت الدراسة قد توقفت بها بعد وفاة الرابي عينا، وتولى رئاسة اليشيفا الرابي مار بار راف هونا. ومن ذلك الوقت فصاعداً استمر تتابع رؤساء اليشيفوت في صور وبرومبديتا.
وينظر العديدون إلى هذا الحدث –المتمثل في إعادة افتتاح يشيفا برومبديتا في عام 589- باعتباره بداية حقبة الجاؤونيم، التي استمرت حوالي 450 عاماً، حتى وفاة الرابي هاي جاؤون في عام 1038. وهم يستندون إلى أقوال الرابي «شريرا» جاؤون في رسالته، التي استهلت قائمة رؤساء اليشيفوت بكلمات «وهؤلاء الجاؤونيم الذين كانوا في يشيفاتنا».
وهناك من يختلفون مع هذه الفرضية، ويرون أن الحقبة الجاؤونية بدأت في وقت لاحق –أي بعد عدة سنوات من ذلك التاريخ. وهذا الرأي يستند على أقوال الرابي إفراهام بن داوود، الذي حدد في كتابه «كتاب القبالاه» خمسة أجيال من السوفارئيم ويشير إلى أن نهاية هذه الحقبة في عام 689، مع وفاة الرابي ششنا، رئيس يشيفا صور. بعد ذلك كتب الرابي إفراهام بن داوود بداية حقبة الجاؤوييم.
في الرد الذي أرسله الرابي «شريرا» جاؤون لقب الرابي رفا جاؤون (الذي نشط في حدود العام 651) ومجموعة «ربنان سفوراي». وسواء كان هذا أو ذاك، في رسالة الرابي شريرا جاؤون نجد أن معنى لقب «جاؤون» هو رئيس يشيفا (هكذا كان يُطلق رؤساء اليشيفوت في حقبة الجاؤونيم)، والرابي شريرا يستخدم هذا اللقب بشكل أكثر شمولا عند تطرقه إلى رؤساء اليشيفوت من الرابي حنان وما تلاه. وبناء على ذلك من المألوف بدء نظام الجاؤونيم بالرابي حنان مايشكيا (في برومبديتا) وبالرابي مار بار راف هونا (في صور)، وأيضا هناك من يعتبر الحاخامات حتى الرابي ششنا كسفورائيم وأيضا كجاؤونيم.